# Cantata Profana
A Cantata profana Bartók Béla egy tenorra, baritonra és zenekarra vagy zongorára írt kórusműve. Alcíme: A kilenc csodaszarvas (Sz. 94, BB 100). Ihletője az 1930-as évek Magyarországon (is) tapasztalható morális krízise volt.

## Keletkezés
Szerzője eredeti terve szerint egy trilógia első része, amely a Kárpát-medence népeinek folklór- és álomvilágára épült volna.
Nem tudjuk pontosan, három, vagy négy részből állt volna ez a sorozat. Az azonban egyértelmű, hogy az egyes művek a Duna menti népek parasztzenéjéből merítettek volna, s így az egész nagyszabású mű Bartók sokszor kifejtett alapeszméjét, a közép-kelet európai országok egymásrautaltságát hirdette volna.
A nagy tervből csak az első rész valósult meg a pogány karácsonyi mondakör román népi szövege alapján, Bartók fordításában: a természeti világ tisztaságát áhító, társadalomból kilépő, menekülő fiúkból lett csodaszarvasok meséje. A Cantata profana a benne eszményként emlegetett „tiszta forrás” szellemében zeneileg is kristályosan tiszta kompozíció. Szerkezeti és műfaji értelemben Johann Sebastian Bach kantátái állnak háttérben mintaként, viszont zenei nyelvében Bartók egész életművének alapelemei fedezhetők fel klasszikusan tökéletes, csiszolt formában.
Az ihletet adó verseket, ún. kolindákat Bartók maga gyűjtötte még az első világháború előtt Erdőidecs és Felsőoroszi községekben.

## Története
A mű egy öreg emberről és kilenc fiáról szól. Az öreg ember állandóan vadászni jár, és a gyerekek is ezen nőnek fel. Egy napon, amikor egyedül maradnak, szarvassá változnak. Amikor az apjuk észreveszi ezt, arra kéri őket, hogy jöjjenek vele haza, de a kilenc szarvassá vált fiú már nem megy többé haza.

## Zenéje
A zenei anyagban nincs konkrét román (vagy egyáltalán népzenéből származó) motívum.
Az első rész eleje igen sok zenetörténészt a Bach Máté passiójának nyitókórusára emlékeztette. E bevezető után változik a mű lüktetése, az üstdobok hangja és kürt jelzései után a vadász-fúga veszi kezdetét. A vadász-jelenet váratlanul szakad meg, amikor a szarvast üldöző fiúk a „hídra” érnek, s megtörténik a csoda, maguk is szarvassá változnak.
A kantáta középső, Andante feliratot viselő szakasza a fiait kereső, és majdan megtaláló apát állítja elénk. Az apa és a legkisebb fiú párbeszéde után következik a harmadik nagy formarész, ami egyfajta összefoglalás.
A végső lezárás előtt ismét hallunk egy tenorszólót. Dallama az ún. akusztikus hangsorban mozog. Aligha véletlen, hogy ez éppen szimmetrikus ellentéte, megfordítása a művet kezdő, gomolygó skálameneteknek.
Tételek:
- Molto moderato
- Andante
- Moderato

## Autográf anyagok
- Vázlat, 2 témafeljegyzés (vö. BB 99, Bartók Péter gyűjteménye: 65SATBS1, 10. p.)
- Fogalmazvány, ének–zongorakivonat forma (a 20. oldalig román szöveg alapján; a 26–27. oldalon vázlatok; 30 további oldalon: a román, magyar, német – és későbbi időpontban az angol – szöveg kialakulása és megszerkesztése) (Bartók Péter gyűjteménye: 67VoSS1)
- Partitúra-fogalmazvány (a német fordítás Szabolcsi Bence írása) (PB 67FSS1; az 1. oldal Pásztory Ditta másolatában: Bartók Archívum, Budapest: BH46/6a)
- Autográf lichtpaus tisztázat, eredetileg a partitúra és a zongorakivonat zongoraszólama együtt írva majd szétvágva és montírozva egyrészt az Universal Edition 10613 fakszimile partitúra első kiadás (1934), másrészt az UE 10614 fakszimile ének–zongorakivonat első kiadás (1934) támpéldányaként (Bartók Péter gyűjteménye: 67FSFC1 és 67PFC1)
- A partitúra lichtpaus tisztázatából készített mutatvány-példány az UE részére, javításokkal (Bartók Péter gyűjteménye: 67FSFC2)
- A zongorakivonat lichtpaus másolatokból szerkesztett előzetes formája, Bartók javításaival (ifj. Bartók Béla gyűjteménye)
- A partitúra és a zongorakivonat UE fakszimile kiadásainak javított példánya (ifj. Bartók gyűjteménye).